# Île Santa Rosa
L'île de Santa Rosa est la deuxième par la superficie des îles de l'archipel des Channel Islands de Californie (213,65 km2).
Elle est située à 42 km de la côte du comté de Santa Barbara dont elle fait partie.

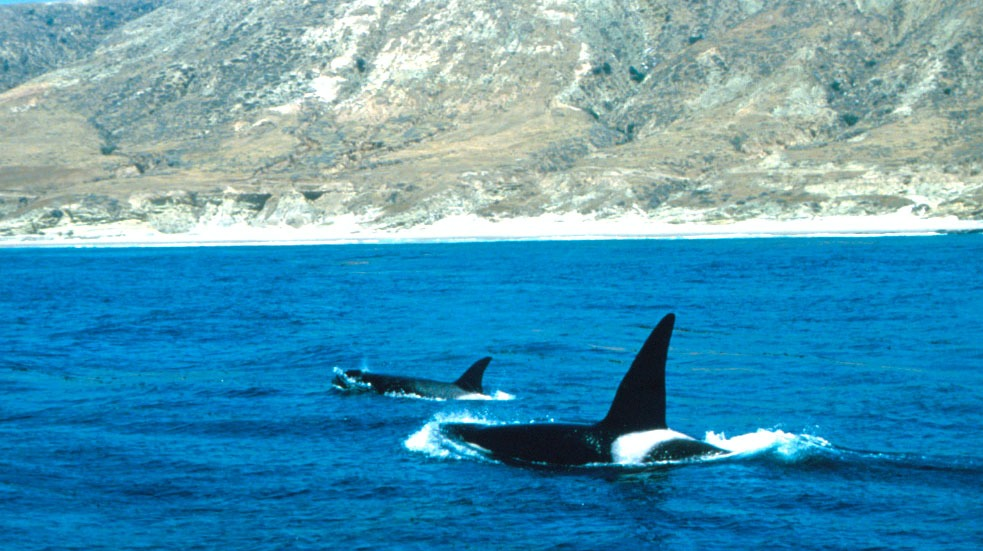
Orques au large de l'île

## Paléontologie
En 1994, des géologues découvrent des os de mammouths colombiens (Mammuthus columbi) et de mammouths nains (Mammuthus exillis) sur l'île. Tandis que les premiers ont vécu sur l'île jusqu'il y a -11 000 ans, les seconds ont vécu sur l'île jusqu'il y a environ -9000 ans. Il s'agit des derniers mammouths d'Amérique.